# Kaliya
Kaliya (IAST:Kāliya, Devanagari: कालिय), trong truyền thống Ấn Độ giáo, là một Nāga có độc sống ở sông Yamunā, ở Vṛndāvana. Nước của Yamunā trong bốn liên minh xung quanh ông ta đều sôi lên và sủi bọt khí độc. Không một con chim hay con thú nào có thể đến gần, và chỉ có một cây gáo trắng đơn độc mọc trên bờ sông. Lễ kỷ niệm Nāga Nathaiyā hay Nāga Nṛitya gắn liền với câu chuyện về Chúa Krishna khiêu vũ và khuất phục Kāliya.